# 羡慕的話就輸了
《羡慕的話就輸了》是MBC播出的電視節目，描述的不是假想情侶，而是正在交往中的明星情侶的故事。

## 節目概念
以綜藝節目展現正在交往中的明星情侶的故事和日常生活，包括他們對於戀愛，愛情和婚姻的想法。 

## 播出時間
| 播出頻道 | 播出時間                       | 播音时间 | 播音时间               | 備註 |
| -------- | ------------------------------ | -------- | ---------------------- | ---- |
| MBC TV   | 2020年3月9日 〜 2020年3月16日  | 第一部   | 每周一晚上11:00〜11:30 |      |
| MBC TV   | 2020年3月9日 〜 2020年3月16日  | 第二部   | 每周一晚上11:30〜12:40 |      |
| MBC TV   | 2020年3月23日 〜 2020年6月29日 | 第一部   | 每周一晚上11:05〜11:35 |      |
| MBC TV   | 2020年3月23日 〜 2020年6月29日 | 第二部   | 每周一晚上11:35〜12:35 |      |

## 出演者

### 主持
- 張聖圭
- 張度練
- 許載
- 昭彌
- Ravi

### 明星情侶
- 金智淑與李斗熙（朝鲜语：이두희） （第一集〜2020年6月）
- 李元日與金宥珍 （第一集〜2020年5月）
- 崔松賢與李宰翰（第一集〜2020年6月）
- 惠林與申民哲（第五集〜2020年6月）
- Cheetah與南延佑（第十集〜2020年6月）

李元日|이원일}}與金宥珍(已退出)
有人從韓網PANN發出名為「《羡慕的話就輸了》中長得像藝人的準新娘PD是集體暴力的加害者」的貼文, 指當時16歲女事主在紐西蘭奧克蘭的奧特拉廣場遭到8至10人的集體欺凌及群毆, 而其中的一個施暴者就是金宥珍PD, 並且公開了大量相關聊天紀錄作為證據。事情發酵後，李元日主廚所屬經紀公司出面致歉，因並未否認施暴只是道歉，也被民眾認為金宥真預設了群毆他人的事實。 兩人也隨即從節目中退出。
2020年5月4日凌晨3點左右 , 金宥珍PD企圖服用過量藥物自殺被家人發現後報警, 並由救護車送院搶救, 期間一度失去意識。目前金宥真PD正在受李元日的照料和看護下, 逐漸康復。
金宥真在自殺前曾在個人IG上留言稱：「希望說出委屈，不要再讓李元日以及我倆的家人受到傷害，我會帶著這一切離開。 我即將成為不屬於這個世界的人，在此之前我想說說沒能說出的話。 未婚夫因為我而受到傷害，先不管什麼原因，我道歉是因學生時期有人因為我而受到傷害，聲稱自己是受害人的那個人將其他人對她所做的事情套在了我身上，當時的那個加害者其實聯繫了我，我也有機會脫身，但想到是朋友才沒有說出真相。 當李主廚因為從未做過的事情而寫下親筆道歉信的時候，因對父母和未來的公婆抱有歉意，我才一個字一個字地寫下道歉信，當我壓抑委屈的心情時，真的很想死。 那個聲稱是受害人的人一直在背後通過朋友給我發來威脅短訊和電話，如果我一開始就說出真相的話大家會相信我嗎？」
各媒體在金宥真PD自殺送院及下車後, 未見有相關跟進的報道。
金宥真PD雖然獲救, 日後在生活中難免被標籤及誹議, 今日她的聲譽已經受損, 而日後是否可以繼續從事PD的工作仍然未知。

## 收視率

### 2020年
| 集數 | 播出日期 | AGB收視率    |
| 集數 | 播出日期 | 韩国（全国） |
| ---- | -------- | ------------ |
| 1    | 3月9日   | 2.0％        |
| 1    | 3月9日   | 3.1％        |
| 2    | 3月16日  | 1.6％        |
| 2    | 3月16日  | 2.0％        |
| 3    | 3月23日  | 1.5％        |
| 3    | 3月23日  | 2.1％        |
| 4    | 3月30日  | 2.2％        |
| 4    | 3月30日  | 2.1％        |
| 5    | 4月6日   | 1.9％        |
| 5    | 4月6日   | 1.6％        |
| 6    | 4月13日  | 1.8％        |
| 6    | 4月13日  | 1.0％        |
| 7    | 4月20日  | 1.4％        |
| 7    | 4月20日  | 1.0％        |
| 8    | 4月27日  | 1.4％        |
| 8    | 4月27日  | 1.1％        |
| 9    | 5月4日   | 2.2％        |
| 9    | 5月4日   | 2.0％        |
| 10   | 5月11日  | ％           |
| 10   | 5月11日  | ％           |
| 11   | 5月18日  | ％           |
| 11   | 5月18日  | ％           |
| 12   | 5月25日  | ％           |
| 12   | 5月25日  | ％           |

## 外部連結
- 羡慕的話就輸了 官方主頁 （页面存档备份，存于）
- 羡慕的話就輸了 Naver TV （页面存档备份，存于）
- 羡慕的話就輸了 Kaokao TV